# City-trolibusz (Budapest)
A budapesti City jelzésű trolibusz a Fővám tér és a Lehel tér között közlekedett hétvégente teszt jelleggel. A járatot a Budapesti Közlekedési Zrt. üzemeltette.

## Története
A trolibuszvonalat 2018. november 17-én indították el a Fővám tér és a Lehel tér között, a vonal nagy részén önjáró üzemmódban (felsővezeték használata nélkül) közlekedő Solaris Trollino 12 típusú trolibuszokkal. A vonalra beosztott trolik a Fővám téren a 83-as trolivonalról, majd a Csanády utca (Lehel tér) végállomáson a 76-os trolivonalra szereltek át.
A járványhelyzet kapcsán 2020. április 1-jén ideiglenesen bevezetett menetrend okán minden nap üzemelt április 5-ig.
A járat kezdettől több kritikát is kapott, mert a viszonylata lényegében azonos volt a sűrűbben járó 15-ös és 115-ös buszokéval, ráadásul csak hétvégén üzemelt pár járművel, minimális utasszámmal. Az alacsony kihasználtságú járatot 2020. május 30-ával megszüntették.

## Útvonala
| Lehel tér felé |
| Fővám tér M vá. – Vámház körút – Kálvin tér – Kecskeméti utca – Ferenciek tere – Petőfi Sándor utca – Szervita tér – Bécsi utca – Erzsébet tér – Október 6. utca – Arany János utca – Hercegprímás utca – Bank utca – Hold utca – Báthory utca – Kozma Ferenc utca – Kálmán Imre utca – Szemere utca – Hegedűs Gyula utca – Csanády utca – Csanády utca (Lehel tér M) vá. |
| Fővám tér felé |
| Lehel tér M vá. – Victor Hugo utca – Pannónia utca – Honvéd utca – Báthory utca – Vértanúk tere – Nádor utca – József nádor tér – Wekerle Sándor utca – Apáczai Csere János utca – Petőfi tér – Belgrád rakpart – Fővám tér – Fővám tér M vá. |

## Megállóhelyei
Az átszállási kapcsolatok között az azonos útvonalon közlekedő 15-ös és 115-ös busz nincs feltüntetve.
| 0  | Fővám tér M végállomás                | 17 | 2, 47, 48, 49 83              |
| 1  | Kálvin tér M                          | ∫  | 9, M3 47, 48, 49 72, 83       |
| 3  | Ferenciek tere M                      | ∫  | 5, 7, 8E, 110, 112, 133E, 178 |
| ∫  | Március 15. tér                       | 15 | 5, 8E, 110, 112, 133E, 178 2  |
| 5  | Szervita tér                          | ∫  |                               |
| ∫  | Petőfi tér                            | 14 |                               |
| 7  | Erzsébet tér                          | ∫  | 16, 105                       |
| ∫  | Dorottya utca (Vörösmarty tér M)      | 12 |                               |
| ∫  | Zrínyi utca                           | 10 | 16, 105                       |
| 9  | Hercegprímás utca                     | ∫  | 9, M3 72, 73                  |
| 10 | Hold utca (Belvárosi piac)            | ∫  |                               |
| ∫  | Széchenyi utca                        | 9  |                               |
| 11 | Kossuth Lajos tér M                   | 8  | 70, 78 2                      |
| 12 | Szemere utca                          | ∫  |                               |
| 14 | Markó utca                            | 6  |                               |
| 16 | Szent István körút                    | 5  | 9, 26, 91, 191, 226, 291 4, 6 |
| 17 | Radnóti Miklós utca                   | 3  |                               |
| 19 | Csanády utca (Lehel tér M) végállomás | ∫  | 76                            |
| ∫  | Victor Hugo utca                      | 2  | 76                            |
| ∫  | Lehel tér M végállomás                | 0  | 76 14 M3                      |